# 27 Scorpii
27 Scorpii är en orange jätte i Skorpionens stjärnbild.
27 Scorpii har visuell magnitud +5,49 och är svagt synlig för blotta ögat vid normal seeing. Den befinner sig på ett avstånd av ungefär 950 ljusår.